# Aerosinusitis
Aerosinusitis, ( lat . Sinusitis barothraumatica), barosinusitis, barotrauma sinusa, je bolna upala sinusa, ponekad praćena krvarenjem sluznice paranazalnih šupljina, najčešće, u čeonom (frontalnom) sinusu, uzrokovana razlikom u tlaku zraka unutar i izvan parnazalnih šupljina. 

## Patofiziologija
Paranazalni sinusi  (sinus paranasales) su šupljina ispunjene zrakom smještene unutar  kostiju lica i  lubanje. One komuniciraju s  nosnom šupljninom putem otvora  orifitium ili kanala  ductus i obložene su vrlo tankom sluznicom. Ušće koje povezuje nosnu šupljinu s odgovarajućim paranazalnim sinusom u normalnim uvjetima je otvoreno i kroz njega se izjednačava razlika tlak zraka u sinusu i okolnoj  atmosferi.,,
Aerosinusitis spada u grupu  barotraumatskih povreda šupljih organa i tkiva, uzrokovan razlikom tlaka između  plinom ispunjenog prostora u tijelu (u ovom slučaju paranazalnih šupljina-sinusa) i zračnog ili vodenog prostora oko tijela tijekom uspona ili silaska. 
Do oštećenja u organima ispunjenim  zrakom dolazi jer s promjenom tlaka u prostoru oko tijela nastaje i promjene tlaka plina unutar tijela. Kako bi se suprotstavio promijeni naš organizam tijekom povećanja tlaka u vanjskoj sredini, smanjuje volumen plina u zračnim šupljinama tijela,  da bi tijekom pada tlaka u ambijentu, došlo do rasta pritisaka i povećanja volumena plina u unutrašnjim zračnim prostorima uz njegovo nastojanje da izađe iz njih u vanjsku sredinu. Ako u paranazalnim šupljina postoji bilo kakav prepreka njegovoj eliminaciji, zrak postaje zarobljen i uzrokuje oštećenja okolnog tkiva.
Kada se prepreka urednoj ventilacija nalazi u predjelu vanjskog ušća sinusa, (kod osobe koja se nađe u uvjetima smanjenog barometarskog tlaka), relativni barometarski tlak zraka u sinusima raste i vrši pritisak na zidove sinusa, zbog čega se javlja osjećaj jakog pritiska i bola. Ako tako povećan pritisak uspije da savlada prepreku i pomakne je prema nosnoj šupljina, tlak se izjednačava, a sve tegobe prestaju. 
Kada je prepreka u predjelu vanjskog ušća a osoba je izložena povećanju barometarskog tlaka, tlak u sinusima se smanjuje, i vrši pritisak na prepreku uz vanjsko ušće sinusa i ne dozvoljava izjednačavanje tlaka, što dovodi do pojave aerosinusitisa. Negativan tlak nastoji privući sluzokožu prema sredini sinusa uz težnju da je odlepi od koštane podloge, što prate neurocirkulatorni poremećaji i jak bol. 
Kada je prepreka u predjelu unutarnjeg ušća sinusa, a osoba je izložena smanjenju barometarskog tlaka u sinusu raste tlak zraka, koji prepreku potiskuje prema unutarnjem ušću i onemogućava izjednačavanje razlike tlaka. Povećani pritisak u sinusu tlak pritiska sluznicu uz koštanu podlogu, pa će zbog nastanka pozitivne  barotraume, nastati aerosinusitis. 
Kada je prepreka u predjelu unutarnjeg ušća sinusa, a osoba je izložena povećanju barometarskog tlaka u sinusu se smanjuje tlak zraka, koji prepreku nastoji odvoji od unutrašnjeg ušća. Pomicanje prepreke prema šupljina sinusa omogućiće povećanom vanjskom pritisku da iz nosa uđe u sinus. Ako se tlakovi izjednače do pojave aerosinusita neće doći.
U većini slučajeva aerosinusitis uzrokovan je akutnim infekcijama gornjih dišnih puteva. Veličina razlike tlaka potrebna za izazivanje barotraume pokazuje velike individualne varijacije i odnosi se na veličinu otvora sinusa i brzinu promjene tlaka. Zbog toga, čak i komercijalno letenje kod pojedinih putnika može uzrokovati ozbiljne barotraumatske poremećaje, iako se to dešava kod  zrakoplova s nedovoljnom ili nepravilnom hermetizacijom kabine. 
Ušća paranazalnih sinusa mogu biti djelomično ili potpuno zatvorena: 
- otokom sluznice, kod raznih akutnih i kroničnih upala,
- jakim iskrivljenjem nosne pregrade,
- polipima u nosu i paranzalnim sinusima,
- sezonskim alergijama s otokom sluznice i nosa,
- ostale alergije gornjih dišnih puteva.

Barotrauma sinusa se obično događa kod sljedećih aktivnosti; 
- podvodnog ronjenja,
- tijekom slijetanja ili polijetanja kod putničkih i drugih zrakoplova,
- u  hiperbaričnim i hipobaričnim barokomorama (za vrijeme liječenja i boravka u njima),
- za vrijeme radova u  kesonima,  tunelima pod tlakom,  rudnicima i
- podmorničarstvu (za vrijeme obuke "slobodnog izronjavanja").

## Lokalizacija
Kod većine bolesnika barotrauma sinusa javlja se u čeonom sinusu (Sinus frontalis), uz bol iznad sljepoočnica u čeonom području. Moguće objašnjenje za to može biti relativno dug i mali promjer nazofrontalnog kanala koja povezuje nosnu šupljina s čeonim sinusom. 
Barotrauma može nastati i u maksilarnom ili etmoidalnom sinusu ali istodobno može zahvatiti i sve paranazalne šupljine.

## Klinička slika i dijagnoza
Pojavi aerosinusitisa obično prethodi neka od akutnih ili kroničnih infekcija gornjih dišnih puteva ili alergija.
Oboljela osoba u anamnezi navodi naglu oštru bol u predjelu lica ili glavobolju tijekom zaronjavanja ili izronjavanja, slijetanja zrakoplova ili u završnoj fazi tretmana u barokomori (faza dekompresije), koja se pojačava kako je zrakoplov bliže prizemljenju, ronilac bliže površini vode itd. 
Bolovi pri kraju navedenih aktivnosti mogu i prestati ako dođe do izjednačavanja tlaka u sinusima s okolnim tlakom. 
Razliku tlaka može uzrokovati mukocela otok sluznice sinusa i prisustvo seroznog gnojnog ili krvavog sadržaja koji ispunjava prostor u sinusima.
U većini slučajeva kod aerosinusitisa tegobe su lokalizirane u području čela i iznad obrve, kao dominirajući simptom zbog bolova iz frontalnog sinusa. Bol se može javiti i u potiljku ili iza očnih jabučica. Epistaksa (krvarenje iz nosa) ili serozno-sukrvičava sekrecija iz nosa također je propratna pojava.
Aerosinusit može biti praćen i neurološkim simptomima ako su upalnim procesom zahvaćeni susjedni peti kranijalni ali i infraorbitalni živac, da bi u kasnijoj fazi bolesti (kada se razvija klasična upala sinusa) prerastao u klasičnu upalu sinusa sa sljedećom simptomatologijom:
- bolovi i pritisak oko očiju
- bolovi u predjelu nosa i čela
- neugodan osjećaj zatezanja u gornjim zubima
- temperatura i groznica
- otok u predjelu lica
- otežano disanje ili začepljenost nosa
- gubitak osjeta mirisa
- žuti ili zeleni iscjedak
- crvenilo kože oko nosa i očiju
- bolovi u vidu žarenja u grlu zbog slivanja sline tijekom noći
- alergije

### Stupanj promjena
Stupanj promjena kod aerosinusitisa prema simptomatologiji dijeli se u tri razine;.,
- prvi stupanj karakteriziraju blage prolazne tegobe bez vidljivih promjena na  rendgenu,
- drugi stupanj karakteriziraju teški bolovi u narednih 24.sata, sa zadebljanjem sluznice sinusa koje se vidi na rendgenu,
- treći stupanj karakteriziraju jaki bolovi u trajanju više od 24. sata, a na rendgenu se konstatiraju ozbiljne promjene, pojava sekreta i zadebljanja sluzokože sinusa. Naknadno se može javiti krvarenje iz nosa i akutna upala sinusa.

## Liječenje
Kod blažih oblika aerosinusit se mora odmah tretirati kapima za nos ( dekongestionim lijekovima),  analgeticima i prema potrebi ostalom simtomatskom terapijom. 
Teži slučajevi ili slučajevi otporni na lokalno liječenje, saniraju se nekom od  endoskopskopskih kirurških metoda, kako bi se ponovo uspostavio odvod sline i osiguralo provjetravanje sinusa. Ovaj tretman je pokazao dobre rezultate kod pilota koji periodično pate od aerosinusita.
Od ostalih metoda u liječenju se primjenjuje ispiranje sinusa, mlakom sterilnom otopinom, i vakuum drenaža sekreta. 
Kod težih oblika uz prije navedenu terapiju uvode se i antibiotici.

## Epidemiologije
Trogodišnja studija provedena kod 111 bolesnika koji su liječeni 2.394 puta rutinskom hiperbaričnom oksigenoterapijom u barokomori pokazala je da je ukupna stopa barotrauma uha i sinusa 3,05 slučajeva na 100 tretmana. Većina simptoma dogodila se tijekom početna tri tretmana uz minimalno povećanje tlaka. Barotarauma sinusa u ovom istraživanju registrirana je u 5 posto a barotrauma uha u 95 posto slučaja. Osnovna bolest zbog koje su liječeni bolesnici  HBOT nije bila od utjecaja na pojavu aerosinuzita.
Istraživanja, koja je proveo Campbell, kod pilota nakon trenaže pokazuju da u barokomori pojava aerosinusita iznosi oko 3 posto.